# Supernova tipa Ia
Supernova tipa Ia je posebna vrsta supernove. So zmeraj enake, zato jih uporabljamo kot standardne svetilnike.

## Kako nastanejo?
Do njih lahko pride le v dvozvezdjih, v katerih je vsaj ena od članic bela pritlikavka. Ta sesa plin s svoje sosede in se veča in veča. Takoj ko pritlikavka doseže Chandrasekharjevo mejo, se sproži termonuklearna eksplozija. Ko eksplodirajo, imajo zmerom enako maso, zato so vse enake. Drugo članico dvozvezdja eksplozija izstreli proč.

### Drugi način
Do tega lahko pride tudi v dvozvezdju z dvema belima pritlikavkama, ki trčita.

## Ali so res zmerom enake?
Kot sem že povedal, lahko do te vrste supernove pride na dva načina, ki NISTA enaka. To bi lahko bil pomemben problem zaradi njihove uporabe za določanje razdalj.

### Problem sspektrom
Opaženo je bilo, da različne supernove tipa Ia različnne spektre. Dejstvo pa je spekter teh supernov asimetričen.